# Hans-Heinrich Sander

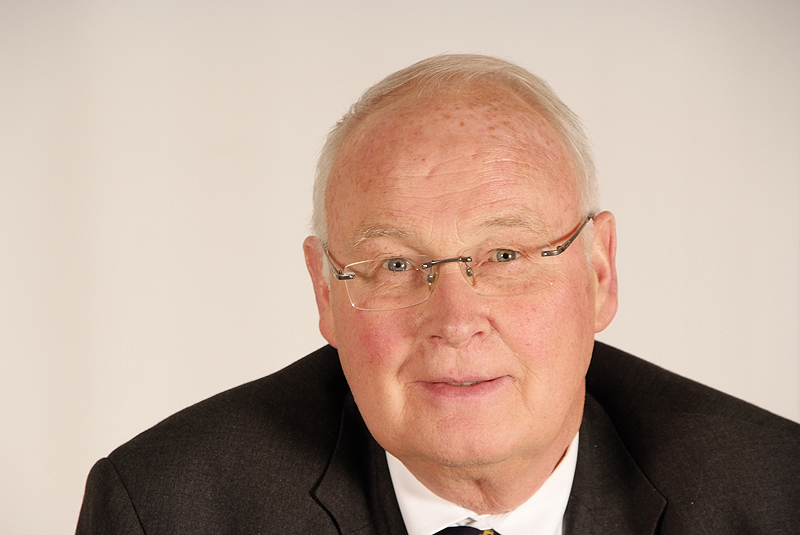
Hans-Heinrich Sander, 2009

Hans-Heinrich Sander (* 18. April 1945 in Golmbach, Landkreis Holzminden; † 22. April 2017) war ein deutscher Politiker (FDP). Seit 2003 war er Mitglied des Niedersächsischen Landtages. Von 2003 bis 2008 war er niedersächsischer Umweltminister, von 2008 bis 2012 Niedersächsischer Minister für Umwelt und Klimaschutz.

## Lebensweg
Hans-Heinrich Sander wurde als Sohn des Landwirts und Politikers Heinrich Sander geboren. In seiner Jugend war er Schüler am Internatsgymnasium Pädagogium Bad Sachsa. Er machte einen Abschluss als staatlich geprüfter Landwirt. Nach einem Arbeitsunfall, bei dem er seinen linken Unterarm verlor, holte er das Abitur nach und absolvierte an der Pädagogischen Hochschule Göttingen ein Lehramtsstudium. Während des Studiums schloss er sich der Landsmannschaft Verdensia im CC an. Nach dem Studium wurde er 1973 Lehrer und bis Februar 2002 Rektor der Grund- und Hauptschule in Bevern.
Sander war verheiratet, hatte zwei Kinder und betrieb in Golmbach einen Obstbetrieb als Nebenerwerb.
Sander starb am 22. April 2017 im Alter von 72 Jahren.

## Partei
Sander trat der FDP 1968 bei. Er war stellvertretender Landesvorsitzender der FDP Niedersachsen sowie Kreisvorsitzender der FDP Holzminden. Von Dezember 2001 bis 2003 war er Bürgermeister der Samtgemeinde Bevern. Hans-Heinrich Sander wurde überraschend mit Unterstützung der CDU-Fraktion gewählt, obwohl er im Kreistag mit der SPD koalierte. Als stellvertretender Landrat im Kreistag von Holzminden setzte er sich u. a. im Jahr 2000 für ein geplantes Gipsabbaugebiet bei Lüthorst durch das Unternehmen Knauf Gipswerke und 2002 für eine Jagdsteuersenkung im Landkreis ein.

## Abgeordneter
Sander war von 1973 bis 2006 Mitglied des Kreistages des Landkreises Holzminden und von 2003 bis 2013 Mitglied des Niedersächsischen Landtages.

## Öffentliche Ämter
Er war vom 4. März 2003 bis 26. Februar 2008 Niedersächsischer Umweltminister im Kabinett Wulff I sowie vom 26. Februar 2008 bis zu seinem Rücktritt im Januar 2012 Niedersächsischer Minister für Umwelt und Klimaschutz (Kabinett Wulff II, Kabinett McAllister). Nachfolger wurde sein vorheriger Staatssekretär, der FDP-Landesvorsitzende Stefan Birkner.

## Politik
Sander bezeichnete sich selber als Praktiker, der den Bürgern möglichst viel Freiräume lassen wolle. Die Opposition im Niedersächsischen Landtag und Umweltverbände warfen ihm mangelndes Interesse am Umwelt- und Klimaschutz vor.
Sander war Mitglied in mehreren Vereinen und Institutionen, unter anderem im Naturschutzbund Deutschland (NABU) und im Niedersächsischen Landvolk des Deutschen Bauernverbandes sowie Kuratoriumsmitglied der Deutschen Bundesstiftung Umwelt (DBU), Osnabrück. Jedoch wurde sein Angebot einer Schirmherrschaft im NABU aufgrund seiner angeblich „naturfeindlichen“ Politik zurückgenommen – Sander sei erklärter Gegner der Umweltverbände: „Umweltminister Hans-Heinrich Sander hatte auf einer Veranstaltung in Mulmshorn (Landkreis Rotenburg) geäußert, dass er die Kritik von Umweltverbänden nicht ernst nehme. Berater für ihn als Umweltminister seien vielmehr die Wirtschaft, Landwirtschaft und Industrie.“

### Kernenergie
2003 besichtigte Sander den Schacht Konrad. Dabei überreichte ihm ein Mitarbeiter ein T-Shirt mit der Aufschrift „Kerngesund“, das Sander in die Kameras hielt. Dies wurde von der Anti-Atom-Bewegung als außergewöhnliche Provokation empfunden.
Im Dezember 2009 forderte Sander „aus Gründen des Klimaschutzes“ einen weltweiten Ausbau der Kernenergie. Auch anlässlich der Debatte um eine Laufzeitverlängerung deutscher Kernkraftwerke im Herbst 2010 bekräftigte er diesen Standpunkt.
Am 20. Oktober 2011 sprach sich Sander für eine Eignungsprüfung des Atomkraftwerks Philippsburg als atomares Zwischenlager aus. Auch Greenpeace und die Bundestagsfraktion der Grünen setzen sich für ein Zwischenlager in Philippsburg anstelle weiterer Lieferungen von der französischen Wiederaufarbeitungsanlage La Hague nach Gorleben ein.

### Verstoß gegen die Fauna-Flora-Habitat-Richtlinie der EU
Im November 2006 sägte Sander eigenhändig Bäume in der Kernzone des Biosphärenreservats „Niedersächsische Elbtalaue“ ab, die seiner Ansicht nach das Ablaufen von Wasser behindern und damit den Hochwasserschutz stören. Nach einer Beschwerde der Deutschen Umwelthilfe verlangte die EU-Kommission eine detaillierte Auskunft über die Abholzung im dortigen Gebiet. Ein von der EU anschließend angestrebtes Vertragsverletzungsverfahren (Verstoß gegen die Fauna-Flora-Habitat-Richtlinie) endete mit einem Vergleich. Weil die Abholzaktionen in den kommenden Monaten hätte fortgesetzt werden sollen, informierte die DUH mit ihrer Beschwerde die EU-Kommission, um weitere irreversible Eingriffe zu verhindern. Die DUH intervenierte auch bei Sanders Dienstherrn, dem niedersächsischen Ministerpräsidenten, damals Christian Wulff, was jedoch ohne Reaktion blieb. Der damalige Bundesumweltminister Sigmar Gabriel (SPD) hatte Sanders Vorgehen damals als übereilten „Aktionismus“ gewertet und betont, dass eine Verträglichkeitsprüfung Vorrang habe.

### Gewässerschutz
Im Frühjahr 2007 setzte sich Sander beim Düngemittelhersteller K+S AG für eine Verringerung der Salzeinleitungen in die Werra ein. K+S plant den Bau einer Salzwasserpipeline, die salzhaltige Haldenwässer über 63 km von Neuhof nach Hattorf transportieren und dort in die Werra einleiten will.

### Rücktrittsforderung
Im Dezember 2009 forderte die niedersächsische SPD Sanders Rücktritt. Sie warf ihm vorsätzliche Aktenmanipulation vor.

### Umweltzone Hannover
Im Januar 2010 versuchte Sander, die Stadt Hannover durch einen Erlass zu zwingen, die Umsetzung der dritten Stufe der Umweltzone in Hannover auszusetzen, da seit Anfang 2010 nur noch Autos mit einer grünen Umweltplakette in die Innenstadt von Hannover fahren dürfen. Das Verwaltungsgericht Hannover untersagte jedoch der Landeshauptstadt, dieser Weisung nachzukommen, da nach Feststellung des Gerichtes Sander das Inkrafttreten der dritten Stufe in rechtswidriger Weise zu verhindern versuchte.

### Jagd im Nationalpark Harz
Beim Ausscheiden aus seinem Amt als Umweltminister wollte Sander eine Abschiedsjagd für sich und Weggefährten veranstalten. Am 7. November 2011 hätte die Gemeinschaftsjagd im Nationalpark Harz stattfinden sollen. Die Abschiedsaktion wurde von Umweltverbänden und der Opposition massiv kritisiert und schließlich abgesagt. Ein Sprecher des Nationalparks teilte damals dem NDR mit, dass Sicherheitsbedenken bestünden. Vor der Jagd waren Aufkleber mit dem Foto des Umweltministers gefunden worden. Sie trugen die Aufschrift: „Na, dann viel Spaß bei der Jagd, Herr Sander!“
Verantwortliche des sachsen-anhaltischen Teils des Nationalparks Harz lehnten die Treibjagdpläne ebenfalls ab. Dies führte zu Spannungen zwischen den Nationalparkpartnern Sachsen-Anhalt und Niedersachsen. Der Magdeburger Umweltminister Hermann Onko Aeikens hatte seine Beschäftigten per Erlass angewiesen, sich nicht an der Jagd und deren Vorbereitungen zu beteiligen.